# العصر الجليدي الصغير

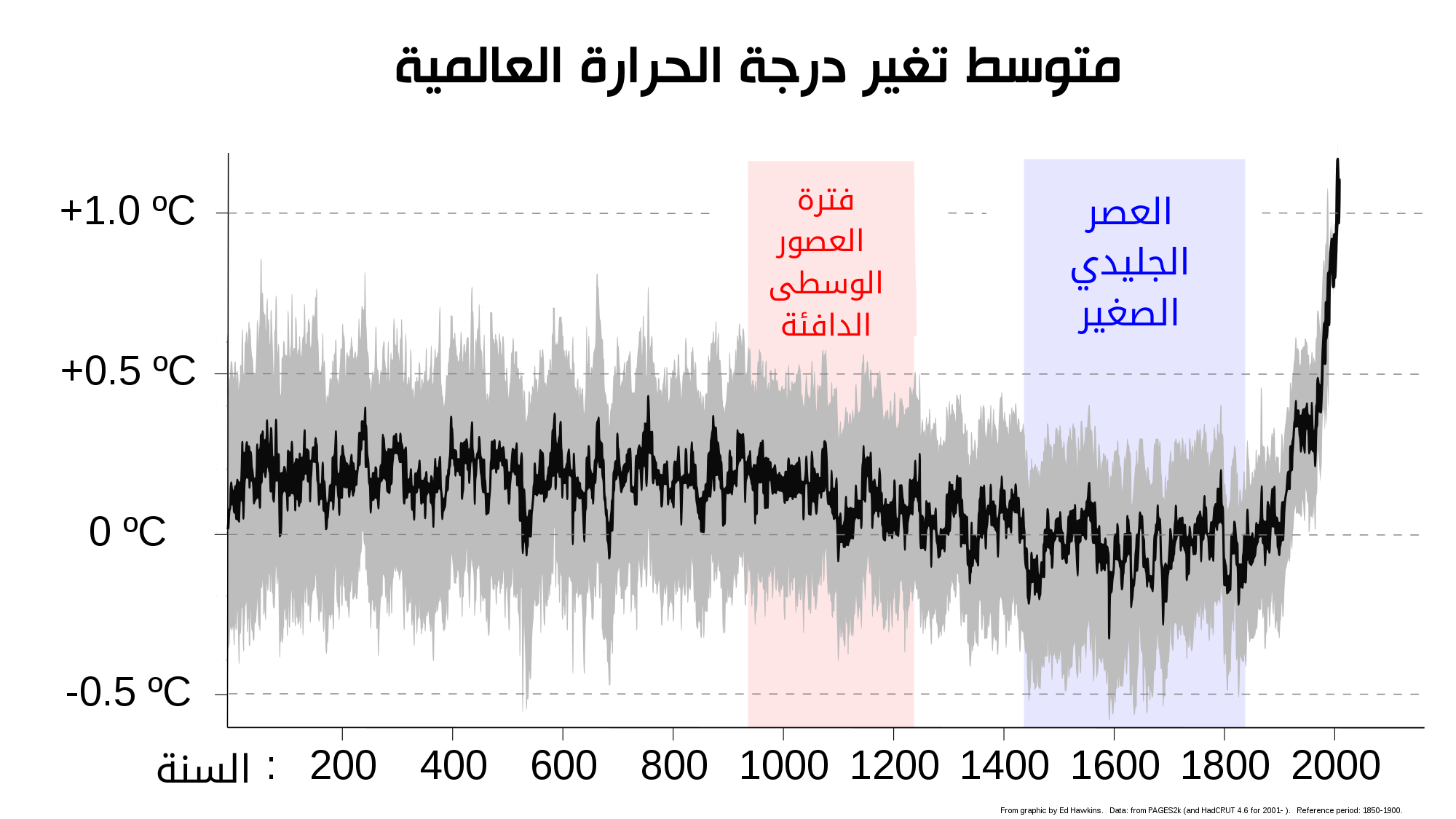
أكثر من ألفي سنة من سجلات درجة الحرارة العالمية بما في ذلك العصور الوسطى الدافئة والعصر الجليدي الصغير

العصر الجليدي الصغير هو حقبة زمنية انخفضت فيها درجات الحرارة وحدثت بعد الحقبة القروسطية الدافئة في العصور الوسطى. قُدّم المصطلح إلى الأدب العلمي من قبل الجيولوجي فرانسوا إي. ماتيس في عام 1939على الرغم من أنه لم يكن عصرًا جليديًا حقيقيًا. عُرّف تقليديًا بأنه فترة زمنية امتدت من القرن السادس عشر إلى القرن التاسع عشر، ولكن بعض الخبراء يفضلون فترة زمنية بديلة تمتد من نحو عام 1300 إلى نحو عام 1850.
يلاحظ مرصد الأرض التابع لوكالة ناسا ثلاث فترات زمنية باردة بشكل خاص، إذ بدأت إحداهن في عام 1650 تقريبًا والأخرى في عام 1770 تقريبًا والأخيرة في عام 1850. تنفصل هذه الفترات عن بعضها بفترات زمنية سيطر عليها احترار طفيف. شمل تقرير التقييم الثالث للهيئة الحكومية الدولية المعنية بتغير المناخ وقت ظهور العصر الجليدي الصغير والمناطق التي تأثرت به، واقترح تغييرات مناخية إقليمية مستقلة إلى حد كبير بدلًا من التجلد المتزايد المتزامن عالميًا. مرّ نصف الكرة الشمالي بانخفاض خفيف في درجات الحرارة خلال هذه الفترة.
اقتُرحت عدة أسباب منها الانخفاضات الدورية لأشعة الشمس، وزيادة النشاط البركاني، والتغيرات في الدورة المحيطية، والتغيرات في مدار الأرض، والميل المحوري (التأثير المداري)، والتقلبات الكامنة في المناخ العالمي، وانخفاض عدد السكان (بسبب الموت الأسود واستعمار الأمريكتين مثلًا).

## التأثير الجيوفيزيائي والاجتماعي حسب المنطقة

### أمريكا الشمالية
أبلغ المستكشفون والمستوطنون الأوروبيون الأوائل في أمريكا الشمالية عن فصول الشتاء القاسية بشكل استثنائي، فذكر كتاب بعنوان «لامب» إبلاغ المستكشف الفرنسي صامويل شامبلان عن جليد متشكل على شواطئ بحيرة سوبيريور في يونيو في عام 1608. عانى كل من الأوروبيين والشعوب الأصلية من الوفيات الزائدة في ولاية ماين خلال الشتاء ما بين عامي 1607 و1608، وأبلغ عن الصقيع الشديد في مستوطنة جيمستاون في ولاية فرجينيا. شكّل الأمريكيون الأصليون الجمعيات استجابة لنقص الغذاء.
سجلت صحيفة شوفالييه دو تروا لمالكها بيير دو تروا، الذي قاد رحلة استكشافية إلى خليج جيمس في عام 1696، أن الخليج كان ما يزال ممتلئًا بالكثير من الكتل الجليدية العائمة لدرجة أنه كان بإمكانه الاختباء وراءها في قاربه في 1 يوليو. تجمد ميناء نيويورك في شتاء عام 1780، ما سمح للناس بالسير من جزيرة مانهاتن إلى جزيرة ستاتن.

### وسط أمريكا
هناك تحليل للعديد من الوكلاء أُجري في شبه جزيرة يوكاتان بالمكسيك، وربطه القائمون عليه ببيانات سجلات المايا والآزتك المتعلقة بفترات البرد والجفاف، ويدعم وجود العصر الجليدي الصغير في المنطقة.

### المحيط الأطلسي
تُظهر الرواسب المتراكمة منذ نهاية العصر الجليدي الأخير في شمال المحيط الأطلسي، أي منذ نحو 12000 عام، زياداتٍ منتظمة في كمية حبيبات الرواسب الخشنة المترسبة من ذوبان الجبال الجليدية في المحيط المفتوح الآن، ويشير ذلك إلى سلسلة من حوادث انخفاض درجات الحرارة لتتراوح بين 1-2 درجة مئوية (2-4 درجة فهرنهايت) كل 1500 عام على نحو التقدير. وقعت آخر حوادث انخفاض درجات الحرارة في العصر الجليدي الصغير. اكتُشفت مثل هذه الحوادث في مناطق الرواسب المتراكمة قبالة سواحل أفريقيا، ولكنها أظهرت تزايدًا يتراوح بين 3-8 درجة مئوية (6-14 درجة فهرنهايت).

### آسيا
هناك بعض الأدلة على فترات طويلة من انخفاض درجات الحرارة خارج أوروبا وأمريكا الشمالية، وذلك على الرغم من أن التسمية الأصلية للعصر الجليدي الصغير تعود إلى انخفاض درجات الحرارة هناك، ولكن ليس من الواضح ما إذا كانت فترات متصلة أم مستقلة. يقول مان:
هناك أدلة على أن العديد من المناطق الأخرى خارج أوروبا قد أظهرت فترات من الظروف المناخية الأكثر برودة وانتشارًا للكتل الجليدية وتغير المناخ بشكل كبير، ولكن توقيت هذه التغيرات وطبيعتها يُعتبران عنصرين متغيرين للغاية من منطقة إلى أخرى، وقد استبعدت هذه الأدلة مفهوم العصر الجليدي الصغير باعتباره فترة برد عالمية متزامنة.
تخلت مقاطعة جيانغشي في الصين عن محاصيل الطقس الدافئ التي استمرت زراعتها لمدة قرون مثل البرتقال. تتزامن فترتا الضربات الأكثر شيوعًا للتيفون (إعصار موسمي) في غوانغدونغ أيضًا مع فترتين من أكثر الفترات برودًا وأشدها جفافًا في شمال الصين ووسطها (1660-1680، 1850-1880). جادل العلماء بأن الجفاف والمجاعات التي سببها العصر الجليدي الصغير قد تكون أحد أسباب سقوط سلالة مينغ.
أصبحت مقاطعة بلوشستان في الباكستان أكثر برودة، وبدأ سكان البلوش الأصليون بالهجرة الجماعية واستقروا على طول نهر السند في مقاطعتي السند والبنجاب.

### أفريقيا
أُبلغ عن تساقط الثلوج بشكل دائم على قمم الجبال بمستويات لم تتكرر حتى يومنا هذا في إثيوبيا وشمال أفريقيا. مدينة تمبكتو هي مدينة صحراوية مهمة غُمرت بمياه نهر النيجر 13 مرة على الأقل. لم تُسجّل أي فيضانات مماثلة قبلها أو بعدها.
أظهرت الرواسب الجوفية المستخرجة من بحيرة ملاوي في الجنوب الأفريقي ظروفًا أكثر برودة بين عامي 1570 وعام 1820، فأشار ذلك إلى أن بحيرة ملاوي تسجل «مزيدًا من الدعم وازدياد التمدد العالمي للعصر الجليدي الصغير». تشير إحدى الطرق المستحدثة منذ 3000 سنة لاستعادة الحرارة، والتي تعتمد على أساس معدل نمو الصواعد في كهف بارد في جنوب أفريقيا، أيضًا إلى فترة باردة من عام 1500 إلى عام 1800 «تُميّز العصر الجليدي الصغير في جنوب أفريقيا».

### أمريكا الجنوبية
تُظهر البيانات التي توفرها حلقات الأشجار في باتاغونيا موجات باردة، بين عامي 1270 و1380 ومن عام 1520 إلى عام 1670، معاصرة لحوادث انخفاض درجات الحرارة في نصف الكرة الشمالي. حُلّلت ثماني عينات من رواسب جوفية مأخوذة من بحيرة بوجيويه على أنها تُظهر حقبة رطبة من عام 1470 إلى عام 1700، والتي وصفها المؤلفون بأنها علامة إقليمية لبداية العصر الجليدي الصغير. تُظهر ورقة عام 2009 تفاصيل ظروف أكثر برودة ورطوبة في جنوب شرق أمريكا الجنوبية بين عامي 1550 و1800 نقلًا عن الأدلة التي جُمعت عبر العديد من الوكلاء والنماذج. تُظهر سجلات النظير المستقر «أكسجين-18» في ثلاث عينات جليد جوفية في الأنديز فترة باردة تمتد بين عامي 1600 و1800.
دخلت بعثة أنطونيو دي فيا الإسبانية في عام 1675 بحيرة سان رافائيل عبر ريو تيمبانوس (نهر الجليد العائم) دون الإشارة إلى أي جليد غطائي على الرغم من وجود أدلة سردية على وجوده، ولكنها ذكرت أن نهر سان رافائيل الجليدي لم يمتد بعد إلى البحيرة. لاحظت بعثة أخرى في عام 1766 أن النهر الجليدي وصل إلى البحيرة وسار في الجبال الجليدية الكبيرة. زار هانز ستيفن المنطقة في عام 1898 ولاحظ أن النهر الجليدي قد أصبح في عمق البحيرة.
تشير هذه السجلات التاريخية إلى انخفاض عام في درجات الحرارة في المنطقة بين عامي 1675 و1898، وتقول: «إن الاعتراف بالعصر الجليدي الصغير في شمال باتاغونيا، من خلال استخدام مصادر وثائقية، يوفر أدلة مهمة ومستقلة لحدوث هذه الظاهرة في المنطقة». تراجعت حدود النهر الجليدي بشكل كبير في عام 2001 مقارنةً بحدود عام 1675.